# Detective Chinatown 2
Detective Chinatown 2 (唐人街探案 2S, Tángrénjiē tàn ànP) è un film del 2018 diretto da Chen Sicheng.
Si tratta del sequel del film Detective Chinatown, uscito nel 2015 e diretto anch'esso da Chen Sicheng.
È uno dei film con maggiori incassi nella storia del cinema di produzione non statunitense.